# Pylea-Jortiatis
Pylea-Jortiatis (griego: Πυλαία-Χορτιάτης) es un municipio de la República Helénica perteneciente a la unidad periférica de Tesalónica de la periferia de Macedonia Central.
El municipio se formó en 2011 mediante la fusión de los antiguos municipios de Jortiatis, Panorama (la actual capital municipal) y Pylea, que pasaron a ser unidades municipales. El municipio tiene un área de 155,63 km².
En 2011 el municipio tiene 70 110 habitantes. La unidad municipal más poblada es Pylea, con 34 625 habitantes.
Se ubica en la periferia oriental de Tesalónica, junto al monte Jortiatis.